# Кантакузовская волость
Кантакузовская (Кантакузенская) волость — волость, образованная в составе Ананьевского уезда Херсонской губернии. Стан 3, земский участок 7.
Площадь волости составляла 470,3 квадратных верст, дворов 934, а жителей обоего пола 5967 человек.
В состав волости входили следующие населенные пункты:
- местечко Ахмечетка (Акмечеть) и экономия Мартыновскаго,
- хутор Бакшала (Анетовка),
- х. Болгарский (Булгарка),
- деревня Варшавка,
- д. Голенька,
- м. Кантакузовка (Кантакузенка) и эк. Кантакузенская,
- х. Конный (Воловый),
- х. Кошта (Ахмечетский),
- х. Кудерский,
- х. Лютца,
- х. Маннов,
- д. Молдавка,
- д. Новая Кантакузенка (Новокантакузовка),
- д. Новая Пристань,
- х. Новый,
- немецкая колония Родионовка,
- х. Чертала (Черталка),
- х. Щуцкий,
- д. Ястребинова (Ястребинка, Дерфельденова, Дерфанова).

Православные церкви в волости были в м. Ахмечетка (Акмечеть) — Иоанно-Богословская, м. Кантакузенка (Кантакузовка) — Иоанно-Предтеченская.
Волостной центр — местечко Кантакузенка (Кантакузовка) и Кантакузенская экономия располагались у реки Буг. Дворов — 265, жителей — 1996 (1061 муж. пола, 935 жен. пола), волостное правление, место-жительства Земского начальника 7-го участка, православная церковь, церковно-приходская школа (учеников — 62, мальчиков — 40, девочек — 22), аптека, земская почтовая станция, 12 лавок, лесной склад, трактир, уездный город в 110 верстах, ж.д. станция Врадиевка в 65 верстах.